# Festuca scabra
Festuca scabra là một loài thực vật có hoa trong họ Hòa thảo. Loài này được Vahl mô tả khoa học đầu tiên năm 1791.